# Tetragoneura simplicipes
Tetragoneura simplicipes är en tvåvingeart som beskrevs av Freeman 1951. Tetragoneura simplicipes ingår i släktet Tetragoneura och familjen svampmyggor. Inga underarter finns listade i Catalogue of Life.